# Sontheim an der Brenz
Sontheim (tên đầy đủ: Sontheim an der Brenz) là một thị xã nằm ở huyện Heidenheim thuộc bang Baden-Württemberg, miền nam nước Đức. Nơi đây giáp với Ulm về phía bắc và giáp dãy núi Swabian Jura về phía nam.

## Địa phương kết nghĩa
- Saint-Valery-en-Caux, Pháp